# L’Atenaide
L’Atenaide (auch Atenaide, RV 702) ist eine Opera seria (Originalbezeichnung: „dramma per musica“) in drei Akten von Antonio Vivaldi (Musik) mit einem Libretto von Apostolo Zeno. Sie wurde am 29. Dezember 1728 zur Karnevalsaison 1729 im Teatro della Pergola in Florenz uraufgeführt. Die Partitur dieser Aufführung (RV 702a) ist verschollen. Es existiert jedoch die Abschrift einer abweichenden Fassung (RV 702b) aus Vivaldis Werkstatt.

## Handlung
Die folgende Inhaltsangabe basiert auf dem Libretto der Partiturfassung RV 702b.

### Argomento
Die Vorgeschichte ist im gedruckten Libretto folgendermaßen angegeben:

“Eudossa figliuola di Leonzio, o Leontino filosofo ateniese, si era rifugiata in Costantinopoli per sottrarsi dall’amor di Varane principe della Persia, e figliuolo dl re Isdegarde, quell’istesso, che il padre di Teodosio il Giovane in morendo, nominò tutore de’ suoi figliuoli. Ella prima si chiamò Atenaide, ma dipoi essendo stata battezzata da Attico patriarca di Costantinopoli, aveva preso il nome di Eudossa. Avendola quivi veduta esso Teodosio, se ne invaghì, e mosso non tanto dalla bellezza del corpo, quanto dalla eccellenza dell’ingegno di lei, la quale era dottissima, essendo stata allevata dal padre nelle scienze, la prese per moglie, anche di consenso di Pulcheria sua sorella, la quale potea molto sull’animo dell’imperatore suo fratello. Parlano di questo fatto gl’istorici greci Zonara, Teofano, ed altri.
Ha servito all’intreccio del dramma il fingere, che Varane si portasse a Costantinopoli, seguendo la sua Atenaide con intenzione di sposarla, ancorché in Atene avesse ricusato di farlo, ed ivi insistesse, deposta l’alterigia del suo fasto, per ottenerla, non ostante, che la trovasse già destinata a Teodosio, il quale meditava di darli la sorella Pulcheria amata da Marziano generale dell’impero. Il rimanente di ciò, che si finge, come la segreta corrispondenza di Pulcheria a Marziano, gli amori di Probo per la medesima, le sue gelosie, ed il suo tradimento, s’intendono facilmente nella tessitura del dramma intitolato Atenaide.”

„Eudossa (Aelia Eudocia), die Tochter des Athener Philosophen Leonzio oder Leontino (Leontius), war nach Konstantinopel geflohen, um den Liebesnachstellungen des persischen Prinzen Varane (Bahram V.) zu entgehen, dem Sohn von König Isdegarde (Yazdegerd I.), der wiederum vom sterbenden Vater des jungen Teodosio (Theodosius II.) zu dessen Vormund ernannt worden war. Sie wurde ursprünglich Atenaide genannt, nahm aber nach ihrer Taufe durch den Patriarchen Attico von Konstantinopel den Namen Eudossa an. Als Teodosio sie erblickte, verliebte er sich nicht nur aufgrund ihrer Schönheit, sondern vor allem wegen ihres außerordentlichen Verstandes und ihrer Gelehrsamkeit in sie, die von ihrem Vater in den Wissenschaften unterrichtet worden war, und heiratete sie mit Zustimmung seiner Schwester Pulcheria (Aelia Pulcheria), die großen Einfluss auf den Geist des Kaisers, ihres Bruders, hatte. Darüber berichteten die Historiker Zonaras, Theophanes und andere.
Für die Handlung des Schauspiels wird nun angenommen, dass Varane nach Konstantinopel ging, um Atenaide zu heiraten, obwohl sie ihn in Athen zurückgewiesen hatte. Dort versicherte er ihr, seinen prahlerischen Hochmut abgelegt zu haben, um sie für sich zu gewinnen, obwohl er sie bereits als Verlobte Teodosios vorfand. Dieser überlegte, Varane seine Schwester Pulcheria zu geben, die vom Reichsgeneral Marziano (Markian) geliebt wurde. Das Weitere, wie die geheime Übereinstimmung von Pulcheria und Marziano, die Liebe Probos für dieselbe, dessen Eifersucht und Verrat, sind leicht dem Text des Atenaide genannten Dramas zu entnehmen.“

### Kurzfassung
Erster Akt. Am Vorabend der geplanten Vermählung seiner jetzt Eudossa genannten Tochter Atenaide mit dem byzantinischen Kaiser Teodosio gibt Leontino ihr noch einige Lebensweisheiten auf den Weg und nimmt Abschied. Als Teodosios Schwester Pulcheria berichtet, dass der persische Prinz Varane zur Hochzeit kommen will, ist Eudossa besorgt. Auch General Marziano gefällt das nicht, denn Gerüchten zufolge will Varane um die Hand Pulcherias anhalten, die Marziano heimlich liebt. Pulcheria bittet ihn, das zu verhindern. Der Prätorianerpräfekt Probo, der ebenfalls in Pulcheria verliebt ist, bietet gleichfalls seine Hilfe an, wird jedoch von beiden zurückgewiesen. Aus Rache beschließt er, Varane bei seiner Werbung zu helfen, und verleumdet Marziano beim Kaiser. Bei seiner Ankunft wird Varane von Probo freundlich empfangen. Er wirbt allerdings nicht um Pulcheria, sondern bei Leontino um seine frühere Geliebte Atenaide, deren neuen Namen Eudossa er noch nicht kennt. Da Leontino ihn zurückweist, spricht er bei Teodosio vor, der ihm eine Braut verspricht, ohne deren Namen zu nennen. Um den verleumdeten Marziano loszuwerden, befiehlt Teodosio ihm, gegen bulgarische Rebellen in die Schlacht zu ziehen.
Zweiter Akt. Teodosio stellt den Anwesenden Eudossa als seine Braut vor. Erschüttert erkennt Varane in ihr Atenaide. Aufgrund seines auffälligen Verhaltens muss Eudossa ihre Vorgeschichte offenbaren und schockiert damit den Kaiser, der sie nun für treulos hält. Pulcheria schlägt vor, sie aus Byzanz zu verbannen. Teodosio würde lieber Varane fortschicken. Beide beschließen, abzuwarten, bis sie mehr wissen. Marziano verabschiedet sich von Pulcheria, kann seine Liebe aber nicht deutlich offenbaren, obwohl sie ihm Hoffnung macht. Leontino erklärt dem Kaiser, dass Eudossa unschuldig an dem früheren Verhältnis mit Varane ist. Als Varane Teodosio von seiner Liebe zu Atenaide erzählt, lässt der Kaiser dem Mädchen die Wahl. Probo soll dem Auserwählten nach ihrer Entscheidung einen goldenen Ring bringen. Varanes Werbung bei Eudossa ist chancenlos. Sie beauftragt Probo, den Ring Teodosio zu überreichen. Leontino befürchtet einen Machtkampf zwischen Varane und Teodosio und rät seiner Tochter zur Flucht.
Dritter Akt. Da Probo nur dann Aussichten auf Pulcheria hat, wenn Varane Eudossa heiratet, gibt er diesem den Ring mit der Behauptung, dass sich Eudossa für ihn entschieden habe. Varane geht damit sofort zum Kaiser, der erschüttert über Eudossas vermeintliche Undankbarkeit ist und sie verbannen will. Pulcheria und Teodosio beschimpfen die ahnungslose Eudossa heftig. In der Nacht treffen Marziano und Pulcheria ein weiteres Mal zusammen, ohne sich ihre Gefühle zu offenbaren. Probo spinnt seine Intrige weiter: Er erzählt Varane, dass Teodosio Eudossa im Palast gefangen halte, und bietet an, bei ihrer Befreiung zu helfen. Das Gespräch wird jedoch von Marziano belauscht. Inzwischen hat Leontino seine Tochter zur Flucht überredet. Varane verfolgt sie heimlich. Nachdem Teodosio und Pulcheria ihre Abwesenheit bemerkt haben, kehrt Leontino zurück und berichtet, dass Varane seine Tochter entführt habe. Probo bietet an, die Verfolgung aufzunehmen, um sie zu retten. Nachdem er fort ist, klärt Leontino seine Intrige auf. Er folgt Probo zusammen mit Teodosio, während sich die allein zurückgebliebene Pulcheria nach Marziano sehnt. Kurz darauf bringt Marziano den gefangenen Probo, der gesteht und vom Kaiser zum Tode verurteilt wird. Marziano hat ihn und Varane in einer Schlacht besiegt, letzteren aber freigelassen. Eudossa ist unversehrt und wird von ihrem Vater und Teodosio freudig empfangen. Marziano hat sich Pulcheria als würdig erwiesen und darf auf sie hoffen. Varane kehrt ebenfalls zurück. Da er sein Vergehen einsieht und selbst von Probo getäuscht wurde, erhält er die Vergebung des Kaisers.

### Erster Akt
Zum Kaiserpalast führende Arkaden
Szene 1. Am Vorabend von Eudossas/Atenaides Hochzeit mit dem Kaiser schwelgen sie und ihr Vater Leontino in Erinnerungen. Leontino erzählt ihr, dass er ihren Aufstieg auf den Thron bereits in den Sternen gelesen habe. Zuerst waren beide davon ausgegangen, dass sie den König Persiens heiraten würde. Doch als Leontino aus einer Opferflamme düsteren Rauch emporsteigen sah, befürchtete er ein schlimmes Ende für sie und floh mit ihr nach Byzanz. Leontino gibt ihr noch einige Ratschläge für die Ehe mit Teodosio und rät ihr, dessen Schwester Pulcheria respektvoll zu behandeln. Da sie in Kürze seine Kaiserin sein wird, enden seine väterlichen Pflichten jetzt. Er verabschiedet sich zärtlich von ihr (Arie Leontino: „Ti stringo in quest’amplesso“).
Szene 2. Eudossa ist fest entschlossen, nur noch Teodosio zu lieben und den hochmütigen Varane endgültig zu vergessen. Teodosios Schwester Pulcheria informiert sie darüber, dass Varane zur Hochzeit erscheinen werde. General Marziano hat Gerüchte gehört, dass Varane um Pulcherias Hand anhalten wolle. Er ist darüber tief erschüttert, denn er selbst liebt Pulcheria insgeheim. Eudossa fürchtet die Begegnung mit Varane (Arie Eudossa: „Della rubella“).
Szene 3. Pulcheria fragt Marziano nach dem Grund für seinen Kummer, wo doch jeder über den Antrag des persischen Prinzen erfreut sei. Auch sie selbst würde ihn nicht abweisen. Marziano weist auf ihre Bedeutung für den jungen Kaiser hin, wegen dem sie Griechenland nicht verlassen dürfe. Pulcheria erkennt, dass hinter diesem Rat noch andere Gefühle stecken. Obwohl Marziano ihr noch nicht seine Liebe gesteht, bittet sie ihn, nach Mitteln zu suchen, ihre Verbindung mit Varane zu verhindern.
Szene 4. Der Prätorianerpräfekt Probo, der Pulcheria ebenfalls liebt, versichert sie seiner Unterstützung gegen Varane. Sie weist seine ungebetene Hilfe jedoch mit der Belehrung zurück, dass er mehr Respekt gegenüber seiner Herrin zeigen müsse (Arie Pulcheria: „Là sul margine del rio“).
Szene 5. Probo bittet Marziano, Pulcheria gegen eine Verbindung mit Varane aufzubringen, wird aber auch von diesem zurechtgewiesen. Daraufhin wirft Probo ihm vor, selbst Gefühle für Pulcheria zu hegen, und droht ihm. Marziano hält Probo für einen feigen Angeber (Arie Marziano: „Al valore che prode ti preggi“).
Szene 6. Probo glaubt, Marziano habe ihm Pulcherias Liebe gestohlen. Um zu verhindern, dass sein Rivale zum Zuge kommt, schwärzt er ihn bei Teodosio an. Der Kaiser will nun Marziano unter einem Vorwand ins Exil schicken, bis die Hochzeit seiner Schwester mit dem Prinzen gesichert ist. Probo triumphiert (Arie Probo: „Imeneo più chiare e belle“).
Szene 7. Teodosio denkt an seine geliebte Eudossa (Arie Teodosio: „Trovo negl’occhi tuoi“).
Kaiserhof
Szene 8. Unsicher über sein Schicksal betritt Varane den Palast (Arie Varane: „Reggia amica a te vicino“). Probo heißt ihn im Namen des Kaisers willkommen und verspricht, ihn bei seiner Liebeswerbung zu unterstützen (er glaubt noch immer, es handele sich um Pulcheria und nicht Atenaide).
Szene 9. Als Leontino erscheint, schickt Varane Probo mit der Bitte fort, sich beim Kaiser für ihn einzusetzen.
Szene 10. Leontino verweigert Varane die Hand seiner Tochter und rät ihm, stattdessen um Pulcheria zu werben. Auch Varanes Drohungen beeindrucken ihn nicht (Arie Leontino: „Mal s’accende di sdegno il tuo core“).
Szene 11. Varane will nun den Kaiser um Atenaides Hand bitten. Dieser tritt zusammen mit Pulcheria, Marziano und Probo ein und verspricht Varane die Erfüllung seiner Wünsche – ohne dass jedoch der Name der ersehnten Braut fällt. Varane jubiliert (Arie Varane: „Tanto lieto hò il core in petto“).
Szene 12. Pulcheria vertraut ihrem Bruder an, dass sie kein Interesse an einer Ehe mit Varane habe. Marziano rät Teodosio, auf sie zu hören. Der Kaiser wechselt schnell das Thema und gibt ihm den Befehl, die bulgarischen Rebellen niederzuschlagen. Marziano entfernt sich siegesgewiss (Arie Marziano: „Di nuovi allori adorno“).
Szene 13. Pulcheria bittet Teodosio, seinen treuen Unterstützer Marziano nicht zu verärgern. Teodosio traut ihm jedoch nicht (Arie Teodosio: „Qual la sua colpa sia“).
Szene 14. Pulcheria glaubt, dass Marzianos unschuldige Liebe zu ihr der Grund für seine Ungnade beim Kaiser ist (Arie Pulcheria: „Quanto posso à me fò schermo“).

### Zweiter Akt
Prächtiger Saal
Szene 1. Vor der kaiserlichen Hochzeit warten Teodosio, Probo und Varane ungeduldig auf die Braut.
Szene 2. Als Eudossa eintritt, ist Varane entsetzt, in ihr Atenaide zu erkennen. Er verlässt erschüttert den Saal (Arie Varane: „Nel profonde cieco orrore“).
Szene 3. Teodosio bittet Probo und Eudossa um eine Erklärung für Varanes Verhalten. Nachdem ihm Eudossa ihre Vorgeschichte erzählt hat, benötigt Teodosio etwas Ruhe, um seine Gedanken zu sammeln. Eudossa erkennt, dass er sie für schuldig hält (Arie Eudossa: „Son colpevole à tuoi lumi“).
Szene 4. Teodosio lässt die Feierlichkeiten abbrechen und bittet Probo, seine Schwester zu holen.
Szene 5. Als alle anderen fort sind, lässt Teodosio seiner Eifersucht freien Lauf. Er fühlt sich von Eudossa betrogen.
Szene 6. Teodosio schüttet Pulcheria sein Herz aus und wirft ihr vor, ihm Eudossa angepriesen zu haben. Pulcheria rät, Eudossa aus Byzanz zu verbannen. Da Teodosio aber noch immer Gefühle für sie hat, würde er stattdessen lieber Varane fortschicken. Das allerdings wäre ein politischer Affront. Die beiden entscheiden sich schließlich dafür, die Hintergründe genauer zu untersuchen (Arie Teodosio: „Vorresti il sò vorresti amor tiranno“).
Szene 7. Bevor er in den Kampf zieht, verabschiedet sich Marziano von Pulcheria. Dabei deutet er vorsichtig seine Gefühle für sie an. Pulcheria bittet ihn, zu schweigen, lässt aber durchblicken, dass er auf ihre Gunst hoffen könne (Arie Pulcheria: „Sorge l’irato nembo“).
Szene 8. Marziano bedauert, dass er Pulcheria seine Liebe nicht deutlicher offenbart hat (Arie Marziano: „Bel piacer di fido core“).
Kaiserliches Amtszimmer
Szene 9. Leontino rechtfertigt seine Entscheidung, die frühere Beziehung seiner Tochter geheim zu halten, vor dem Kaiser. Er beharrt darauf, dass sie unschuldig ist (Arie Leontino: „Se cieco affetto“).
Szene 10. Aufgewühlt tritt Varane vor den Kaiser und offenbart ihm seine Liebe zu Eudossa. Teodosio schlägt vor, ihr die Wahl des Ehegatten zu überlassen. Varane akzeptiert.
Szene 11. Teodosio teilt Eudossa mit, dass sie frei zwischen ihm und Varane wählen könne. Sie solle nun mit Varane sprechen. Er gibt Probo einen goldenen Ring, den dieser nach ihrer Entscheidung dem Auserwählten überreichen soll (Arie Teodosio: „Al tribunal d’amore“).
Szene 12. Varane versucht wortreich, Eudossa von seiner Liebe zu überzeugen. Da sie jedoch standhaft ihre Treue zu Teodosio beteuert, schwört er Rache (Arie Varane: „Il moi amore diventa furore“).
Szene 13. Eudossa fordert Probo auf, den Ring als Liebeszeichen Teodosio zu überbringen (Arie Probo: „Vado à recar contenti“).
Szene 14. Als Eudossa ihrem Vater von ihrer Entscheidung erzählen will, warnt der vor einem drohenden Machtkampf zwischen dem Kaiser und Varane. Er drängt darauf, aus Byzanz zu fliehen. Eudossa will jedoch ihre Liebe zu Teodosio nicht aufgeben (Arie Eudossa: „Eccelso trono fedel consorte“ oder „Sovrana sul trono“).

### Dritter Akt
Hof bei den kaiserlichen Gärten
Szene 1. Der unter heftigen Eifersuchtsgefühlen leidende Probo denkt über sein weiteres Vorgehen nach. Er weiß, dass Varane Pulcheria erhält, wenn Eudossa den Kaiser heiratet. Das gilt es zu verhindern (Arie Probo: „Alme perfide insegnatemi“).
Szene 2. Als Probo dem verzweifelten Varane begegnet, nutzt er die Gelegenheit und überreicht ihm den Ring mit der Behauptung, dass Atenaide sich für ihn entschieden habe.
Szene 3. Mit einfühlsamen Worten zeigt Varane Teodosio und Pulcheria den Ring (Arie Varane: „Parto che sò che sò qual sia“).
Szene 4. Teodosio und Pulcheria sind erschüttert über Eudossas vermeintliche Undankbarkeit und wollen sie aus Byzanz verbannen. Damit Teodosios Position nicht kompromittiert wird, will Pulcheria ihr das Urteil mitteilen. Teodosio zieht sich zurück.
Szene 5. Pulcheria beschimpft die ahnungslose Eudossa gnadenlos (Arie Pulcheria: „Più non vuò mirar quel volto“).
Szene 6. Eudossa sucht Trost bei Teodosio, wird von diesem jedoch ebenfalls zurechtgewiesen.
Szene 7. Eudossa ist verzweifelt (Accompagnato und Arien Eudossa: „Qual Demone, qual furia“ – „Vanne tosto, fuggi, vola“ – „In bosco romito“).
Galerie in der Nacht
Szene 8. Während Marziano vor seiner Abreise sehnsüchtig an Pulcheria denkt (Arie Marziano: „Cor moi che prigion sei in sen“), erscheint diese selbst. Sie macht ihm Hoffnung, fürchtet aber eine Entdeckung ihrer Verbindung und schickt ihn fort.
Szene 9. Marziano belauscht ein Gespräch zwischen Probo und Varane. Probo behauptet, dass Teodosio Eudossa im Palast gefangen halte, und will dem Prinzen dabei helfen, sie zu entführen.
Szene 10. Noch immer belauscht von Marziano, schwelgt Varane in Vorfreude darauf, dass Eudossa bald die Seine wird (Arie Varane: „Lieto va l’agricoltore“).
Szene 11. Leontino und Eudossa bereiten sich auf die Flucht vor (Arie Eudossa: „Infausta reggia addio“), werden aber von Varane beobachtet, der ihnen folgt.
Szene 12. Probo ist verzweifelt, weil er weder Eudossa noch Varane finden kann. Pulcheria informiert ihn und Teodosio von Eudossas Flucht. Teodosio gesteht, dass er Eudossa noch immer liebt.
Szene 13. Leontino bittet Teodosio um Hilfe, um die von Varane entführte Eudossa zu befreien. Probo erklärt aus eigennützigen Gründen, dass er persönlich die Verfolgung aufnehmen wolle.
Szene 14. Leontino klärt Teodosio und Pulcheria darüber auf, dass Eudossa sich in Wirklichkeit für Teodosio entschieden habe. Dieser erkennt Probos Verrat und folgt ihm wütend mit Leontino (Arie Teodosio: „M’accende amor l’ire guerriero in petto“).
Szene 15. Pulcheria sehnt sich nach Marziano (Arie Pulcheria: „Te solo penso, ed amo“).
Hippodrom
Szene 16. Teodosio bittet die Generäle, Soldaten und Fürsten um Unterstützung gegen die Verräter Varane und Probo.
Szene 17. Marziano hat Probo bereits gefangen genommen. Der gesteht öffentlich und wird vom Kaiser zum Tode verurteilt.
Szene 18. Teodosio drängt Leontino und Marziano, die Suche nach Eudossa und Varane zu beschleunigen. Marziano meint jedoch, dass eine Verfolgung inzwischen unnötig sei.
Szene 19. Kurz darauf erscheint Eudossa und fällt ihrem Vater in die Arme (Arie Eudossa: „Si non tua Padre amoroso“). Marziano schildert seine siegreiche Schlacht mit dem Verräter, den er aus Mitgefühl für seinen Vater wieder freigelassen habe. Teodosio und Eudossa sind glücklich vereint.
Szene 20. Pulcheria bittet Eudossa um Entschuldigung. Teodosio erklärt, dass sich Marziano Pulcheria als würdig erwiesen habe. Sie stellt ihm eine angemessene Belohnung in Aussicht.
Szene 21 („scena ultima“). Varane kehrt reumütig zurück und erklärt, dass auch er von Probo getäuscht wurde und sein Verhalten wiedergutmachen will. Der Kaiser nimmt sein Freundschaftsangebot an. Alle jubeln (Chor: „Bel goder quando si gode“).

## Gestaltung

### Libretto
Der Handlung der Oper ist typisch für die Werke Apostolo Zenos. Es handelt sich um eine Darstellung heroischer Tugenden an einem Königshof, die durch einen Intriganten bedroht werden. Fast alle Charaktere sind historisch belegt. Im Zentrum stehen die durch den Namenswechsel der Titelfigur hervorgerufenen Missverständnisse. Hinzu kommen belastete Familienverhältnisse, Militäraktionen, edle und bewusst zurückgehaltene Gefühle sowie Leidenschaft und Wut. Der Charakter des Kaisers Teodosio basiert auf der Titelfigur von Pierre Corneilles Tragödie Cinna, die später auch Vorbild für den Tito in Metastasios La clemenza di Tito wurde.:465f Teodosio und Atenaide stehen außerdem allegorisch für Kaiser Karl VI., und seine Gattin Elisabeth Christine von Braunschweig-Wolfenbüttel, zu deren Hochzeit die erste Vertonung des Dramas aufgeführt wurde.

### Musik
Für viele Arien auf Texte der Urfassung des Librettos nutzte Vivaldi Musik aus seinen älteren Opern, meist aus Farnace oder Orlando (furioso). John W. Hill wies darauf hin, dass er die Stücke in diesem Fall nicht so sorgfältig anpasste wie sonst. Mehrfach handele sich um „unpassende“ („mismatched“) Parodien, bei denen Musik und Text nicht gut aufeinander abgestimmt seien. Hill vermutete als Grund, dass in Florenz ausdrücklich Zenos Originaltexte verlangt wurden.:468
Die Instrumentalbesetzung der nur teilweise erhaltenen Aufführungsfassung RV 702a ist nicht bekannt.:370 Die Partiturfassung RV 702b benötigt zwei Flöten, möglicherweise zwei Oboen, Streicher und Basso continuo:

### Musiknummern der Aufführungsfassung RV 702a, Florenz 1729
Die Aufführungsfassung enthielt folgenden Musiknummern:
Erster Akt
- Szene 1. Arie (Leontino): „Sposa Augusta ascendi al trono“
- Szene 2. Arie (Atenaide): „Della rubella“ = RV 702b I:2
- Szene 4. Arie (Pulcheria): „Non trova in me riposo“
- Szene 5. Arie (Marziano): „Vedrò se pareggi“
- Szene 6. Arie (Probo): „Imeneo più chiare, e belle“ = RV 702b I:6
  - Arie (Teodosio): „Trovo negli occhi tuoi“ = RV 702b 1:7
- Szene 8. Arie (Leontino): „Nello scoglio irata l’onda“
- Szene 9. Arie (Varane): „Tanto lieto ho il core in petto“ = RV 702b I:11
- Szene 10. Arie (Marziano): „Di nuovi allori adorno“ = RV 702b I:12
- Szene 11. Arie (Teodosio): „Qual la sua colpa sia“ = RV 702b I:13
  - Arie (Pulcheria): „Quanto posso a me fò schermo“ = RV 702b I:14

Zweiter Akt
- Szene 2. Arie (Varane): „Nel profundo cieco orrore“ = RV 702b II:2
- Szene 3. Arie (Atenaide): „Son colpevole à tuoi lumi“ = RV 702b II:3
- Szene 5. Arie (Teodosio): „Vorresti il sò vorresti amot tiranno“ = RV 702b II:6
- Szene 6. Arie (Pulcheria): „Sorge l’irato nembo“ = RV 702b II:7
  - Arie (Marziano): „Vezzosa bellezza“
- Szene 7. Arie (Leontino): „Se cieco affetto“ = RV 702b II:9
- Szene 9. Arie (Teodosio): „Al tribunal d’amore“ = RV 702b II:11
- Szene 10. Arie (Varane): „Il moi amore - Diventa furore“ = RV 702b II:12
- Szene 11. Arie (Probo): „Vado a recar contenti“ = RV 702b II:13
- Szene 12. Arie (Leontino): „Aura d’amore, e fede“
  - Arie (Atenaide): „Eccelso trono“ = RV 702b II:14
  - Arie (Atenaide): „Fedel consorte“

Dritter Akt
- Szene 2. Arie (Varane): „Parto, che sò qual sia“ = RV 702b III:3
- Szene 4. Arie (Pulcheria): „Più non vuò mirar qual volto“ = RV 702b III:5
- Szene 6. Arie (Atenaide): „Vanne tosto, fuggi, vola“ = RV 702b III:7
  - Arie (Atenaide): „In bosco romito“ = RV 702b III:7
- Szene 9. Arie (Varane): „Lieto và l’Agricoltore“ = RV 702b III:10
- Szene 10. Arie (Leontino): „Chi vede, che l’onda“
  - Arie (Atenaide): „Infausta Regia addio“ = RV 702b III:11
  - Arie (Teodosio): „M’accende amore l’ire guerriere in petto“ = RV 702b III:14
- Szene 14. Arie (Pulcheria): „Te solo penso, ed amo“ = RV 702b III:15
- Szene 18. Terzett (Teodosio, Atenaide, Leontino): „Sento, che per l’affetto“
- Szene 20. Chor: „Bel goder quando si gode“ = RV 702b III:21

### Musiknummern der Partiturfassung RV 702b
Eine einleitende Sinfonia der Partiturfassung ist nicht erhalten. Sie enthält die folgenden Musiknummern:
Erster Akt
- Szene 1. Rezitativ: „Fausta per me risplende di questo di“
  - Arie (Leontino) „Ti stringo in quest’amplesso“ – Largo (B-Dur); für Streicher und Basso continuo; vgl. Orlando (furioso) RV 728 II:6
- Szene 2. Rezitativ: „Lasciami ò di Varane imagine odiosa“
  - Arie (Eudossa): „Della rubella“ – Allegro non molto (F-Dur); für Streicher und Basso continuo; vgl. Farnace RV 711D II:4; Orlando (furioso) RV 728 I:1
- Szene 3. Rezitativ: „Marzian sì pensoso? Il Ciel mi chiama“
- Szene 4. Rezitativ: „E se il tuo non basta ecco il mio brando“
  - Arie (Pulcheria): „Là sul margine del rio“ – Allegro non molto (D-Dur); für Streicher und Basso continuo
- Szene 5. Rezitativ: „Marziano tu solo al nodo di Varane“
  - Arie (Marziano): „Al valore che prode ti preggi“ – Allegro (F-Dur); für Streicher und Basso continuo
- Szene 6. Rezitativ: „Và pur, la sofferenza vendicherà i miei torti“
  - Arie (Probo): „Imeneo più chiare e belle“ – Allegro (Es-Dur); für Streicher und Basso continuo; vgl. Orlando (furioso) RV 728 II:2
- Szene 7. Rezitativ: „Tutto amor, tutta gioia, l’alma mi brilla in petto“
  - Arie (Teodosio): „Trovo negl’occhi tuoi“ – Andante (d-Moll); für Streicher und Basso continuo; vgl. La fida ninfa RV 714 II:2; Orlando (furioso) RV 728 III:5
- Szene 8. Arie (Varane): „Reggia amica a te vicino“ – Andante (C-Dur); für Streicher und Basso continuo
  - Rezitativ: „Principe illustre, a sua gran sorte ascrive“
- Szene 9. Rezitativ: „Che miro, o Dei! Quegli è Varane“
- Szene 10. Rezitativ: „Leontino, ove Atenaide“
  - Arie (Leontino): „Mal s’accende di sdegno il tuo core“ – Allegro (A-Dur); für Streicher und Basso continuo
- Szene 11. Rezitativ: „A Cesare si vada: ei mi conceda“
  - Arie (Varane): „Tanto lieto hò il core in petto“ – Allegro (G-Dur); für Streicher und Basso continuo; vgl. Orlando (furioso) RV 728 I:9
- Szene 12. Rezitativ: „Sei vicina o germana à porti in fronte“
  - Arie (Marziano): „Di nuovi allori adorno“ – Presto (F-Dur); für Streicher und Basso continuo; vgl. L’olimpiade RV 725 I:6; Orlando (furioso) RV 728 II:10
- Szene 13. Rezitativ: „Signor, saggio consiglio non è irritar braccio si prode“
  - Arie (Teodosio): „Qual la sua colpa sia“ – Allegro (a-Moll); für Streicher und Basso continuo
- Szene 14. Rezitativ: „Pur troppo il sò. La tua scigura ò Duce“
  - Arie (Pulcheria): „Quanto posso à me fò schermo“ – Allegro ma non molto (h-Moll); für Streicher und Basso continuo

Zweiter Akt
- Szene 1. Rezitativ: „Va, Probo, e fà ch’Augusta“
- Szene 2. Rezitativ: „O Dei! La mia Atenaide veggo in Eudossa?“
  - Arie (Varane): „Nel profonde cieco orrore“ – Allegro (G-Dur); für Streicher und Basso continuo; vgl. La Candace RV 704 II:11; Orlando (furioso) RV 728 I:5
- Szene 3. Rezitativ: „Probo interder vorrei, mà il moi stesso destin“
  - Arie (Eudossa): „Son colpevole à tuoi lumi“ – Larghetto e a piacimento (G-Dur); für Streicher und Basso continuo
- Szene 4. Rezitativ: „Pulcheria a noi. Probo, tu vanne“
- Szene 5. Rezitativ: „Smanie gelose, tormentosi affetti“
- Szene 6. Rezitativ: „Vieni, ah vieni in aita d’un Principe infelice“
  - Arie (Teodosio): „Vorresti il sò vorresti amor tiranno“ – Allegro non molto (B-Dur); für Streicher und Basso continuo
- Szene 7. Rezitativ: „Libera son dall’odioso nodo“
  - Arie (Pulcheria): „Sorge l’irato nembo“ – Allegro (C-Dur); für Streicher und Basso continuo; vgl. Farnace RV 711b III:4; Farnace RV 711d I:14; Orlando (furioso) RV 728 II:4
- Szene 8. Rezitativ: „Tu parti, e in tanto io resto“
  - Arie (Marziano): „Bel piacer di fido core“ – Allegro non molto (a-Moll); für zwei Flöten, Streicher und Basso continuo
- Szene 9. Rezitativ: „Convenia non tacerlo moi fù l’error“
  - Arie (Leontino): „Se cieco affetto“ – Andante (F-Dur); für Streicher und Basso continuo
- Szene 10. Rezitativ: „Quitatevi ò pensieri“
- Szene 11. Rezitativ: „Nelle tue nozze Eudossa io riponea“
  - Arie (Teodosio): „Al tribunal d’amore“ – Allego ma d’un mezzo tempo (Es-Dur); für Violine I/II, Viola und Basso continuo; vgl. Farnace RV 711g II:3; RV 718 II:3
- Szene 12. Rezitativ: „In disparte qui attendo“
  - Arie (Varane): „Il moi amore diventa furore“ – Allegro molto (g-Moll); für Violine I/II, Viola und Basso continuo
- Szene 13. Rezitativ: „Temo e compiango il duo dolor“
  - Arie (Probo): „Vado à recar contenti“ – Allegro (A-Dur); für Streicher und Basso continuo
- Szene 14. Rezitativ: „Vinta è già la procella. Eccomi in porto“
  - Arie (Eudossa): „Eccelso trono fedel consorte“ – Allegro poco (E-Dur); für Streicher und Basso continuo
  - Arie (Eudossa) (?): „Sovrana sul trono“ – Allegro non molto (F-Dur); für Streicher und Basso continuo

Dritter Akt
- Szene 1. Rezitativ: „Che mi dite ò pensieri?“
  - Arie (Probo): „Alme perfide insegnatemi“ – Allegro (h-Moll); für Violine I/II, Viola und Basso continuo
- Szene 2. Rezitativ: „Ove mi tragga il passo“
- Szene 3. Rezitativ: „Nò Pulcheria. Ecco Probo: ecco Varane“
  - Arie (Varane): „Parto che sò che sò qual sia“ – … (D-Dur); für Streicher und Basso continuo; vgl. Orlando (furioso) RV 728 III:6
- Szene 4. Rezitativ: „Qual discolpa ò germana“
- Szene 5. Rezitativ: „Mira come sicura, come lieta sen viene“
  - Arie (Pulcheria): „Più non vuò mirar quel volto“ – Allegro (Es-Dur); für Streicher und Basso continuo; vgl. Dorilla in Tempe RV 709d III:6
- Szene 6. Rezitativ: „Mecco Augusta così?“
- Szene 7. Rezitativ: „Ferma Teodosio, ascolta“
  - Rezitativ (Eudossa): „Qual demone, qual furia“ – für Streicher und Basso continuo
  - Arie (Eudossa): „Vanne tosto, fuggi, vola“ – Allegro molto (c-Moll); für Streicher und Basso continuo
  - Rezitativ: „Quant’era meglio ò Padre“
  - Arie (Eudossa): „In bosco romito“ – Andante molto (f-Moll); für Streicher und Basso continuo; vgl. Argippo RV 697 III:7
- Szene 8. Arie (Marziano): „Cor moi che prigion sei in sen“ – Allegro non troppo (g-Moll); für Streicher und Basso continuo (ohne Cembalo)
  - Rezitativ: „Alle mie Stanze già s’apre l’uscio“
- Szene 9. Rezitativ: „Vien gente. Io qui m’ascondo“
- Szene 10. Rezitativ: „Fausto abbia il fin la ben ardita impresa“
  - Arie (Varane): „Lieto va l’agricoltore“ – Allegro ma poco (G-Dur); für Streicher und Basso continuo
- Szene 11. Rezitativ: „S’apre l’uscio. In disparte trarsi convien“
  - Arie (Eudossa): „Infausta reggia addio“ – Larghetto (d-Moll); für Streicher und Basso continuo
  - Rezitativ: „Qui sorprenderla è rischio“
- Szene 12. Rezitativ: „Qual disastro! Di Eudossa tutte in vano le stanze“
- Szene 13. Rezitativ: „Ah! Tedosio, oh Signor… Perfido audace“
- Szene 14. Rezitativ: „Si confonde il pensier. Sposa à Varane“
  - Arie (Teodosio): „M’accende amor l’ire guerriero in petto“ – Allegro (A-Dur); für Streicher und Basso continuo; vgl. Orlando (furioso) RV 728 I:2
- Szene 15. Rezitativ: „Oh! Marzian qui fosse. Oh del tuo Zelo“
  - Arie (Pulcheria): „Te solo penso, ed amo“ – Andante molto (c-Moll); für Violine I/II, Viola und Basso continuo (ohne Cembalo); vgl. Farnace RV 711d III:2
- Szene 16. Rezitativ: „Duci, soldati, Principi, tradito son“
- Szene 17. Rezitativ: „Signor l’invitto brando“
- Szene 18. Rezitativ: „Marzian, Leontino, amico, padre“
- Szene 19. Rezitativ: „Perche morir, cor moi“
  - Arie (Eudossa): „Si non tua Padre amoroso“ – Allegro (A-Dur); für Streicher und Basso continuo
  - Rezitativ: „Ma qui del fier Varane ti liberò“
- Szene 20. Rezitativ: „Di tante gioie à parte“
- Szene 21. Rezitativ: „Varane anche le vostre publiche gioie“
  - Chor: „Bel goder quando si gode“ – Allegro (C-Dur); für zwei (?) Oboen, Violine I/II, Viola und Basso continuo

## Werkgeschichte
Die Entstehungsgeschichte des Librettos ist nicht vollständig geklärt. Apostolo Zeno schrieb die Urfassung seiner Atenaide für eine vielleicht zur Karnevalsaison 1709 in Mailand, in Barcelona oder in Wien erstmals gespielte Oper, deren Musik von Francesco Gasparini, Antonio Caldara und Andrea Stefano Fiorè stammte.:76 Siegbert Rampe nimmt an, dass sie bereits 1708 in Barcelona zur Hochzeit von Karl VI. (damals noch Erzherzog von Österreich) mit Elisabeth Christine von Braunschweig-Wolfenbüttel aufgeführt wurde. Reinhard Strohm datiert diese Aufführung für denselben Anlass auf das Jahr 1710.:466 Dem Musikwissenschaftler Max Fehr zufolge wurde im Karneval 1711 im römischen Teatro Argentina möglicherweise eine Neufassung gespielt, deren erster Akt von Caldara stammte. Eine weitere Vertonung, für die Marc’Antonio Ziani, Antonio Negri und Caldara jeweils einen Akt schrieben, wurde am 19. November 1714 zum Namenstag der Kaiserin:466 im großen Wiener Hoftheater gezeigt. Weitere Produktionen gab es 1716 und 1721 unter dem Titel Teodosio ed Eudossa in Wolfenbüttel und 1718 in Hamburg.:466 1727 führten die Mädchen des Ospedale degl’Incurabili ein Pasticcio auf, dessen Text von Padre G. M. Taglioni stammte und vermutlich von Zenos Libretto inspiriert war.
Vivaldis Vertonung von Zenos Text entstand auf Wunsch des Impresarios Luca Casimiro degli Albizzi:76 für die Karnevalsaison 1729 des Teatro della Pergola in Florenz. Sie wurde dort am 29. Dezember 1728 im erstmals gespielt. Der Bearbeiter des Librettos ist unbekannt.:370 Vorlage war die Fassung von 1714.:466
Die Sänger der Uraufführung waren Gaetano Valletta (Teodosio), Maria Giustina Turcotti (Atenaide), Anna Girò (Pulcheria), Elisabetta Moro (Varane), Annibale Pio Fabbri (Leontino), Anna Maria Faini (Marziano) und Gaetano Baroni (Probo). Die Produktion war kein Erfolg. Die ab dem 7. Februar gespielte zweite Karnevalsoper, Catone in Utica von Leonardo Vinci, musste die Verluste kompensieren. Der bei einer Aufführung anwesende Charles de Secondat, Baron de Montesquieu, notierte in seinem Reisetagebuch, „dass er an diesen italienischen Opern seinen Geschmack gefunden hatte“, ohne allerdings konkret auf dieses Werk einzugehen.:76 Es gibt keine zeitgenössischen Belege dafür, dass die Musik als Grund für den Fehlschlag angesehen wurde. Möglicherweise war die Habsburger-freundliche Haltung des Textbuchs in Florenz problematisch.:466f Frédéric Delaméa mutmaßte, dass vielleicht auch eine Intrige gegen die von Vivaldi protegierte Sängerin Anna Girò die Ursache gewesen sein könnte.:79f
Von Vivaldis Aufführungsfassung der Atenaide sind nur das Textbuch und Teile der Partitur überliefert.:370 Es existiert allerdings eine spätere Partiturabschrift mit einigen autografen Eintragungen. Deren Text unterscheidet sich deutlich vom Libretto der florentinischen Aufführung. Trotz identischer Rezitative weicht die Szenenaufteilung ab, und in neun Szenen gibt es Unterschiede bei den Arien, die entweder in jeweils einer Quelle fehlen oder einen unterschiedlichen Text haben. Die Partitur enthält sechs zusätzliche Originaltexte Zenos aus der Fassung von 1714. Umgekehrt gibt es im Libretto nur eine einzige Originalarie, die in der Partitur fehlt. Für neun der Originalarien nutzte Vivaldi ältere Musik im Parodieverfahren.:468 Da die Rollentypen in beiden Fassungen identisch sind, wurde auch die Vermutung geäußert, dass die Partitur nicht für eine konkrete spätere Aufführung erstellt wurde, sondern der Grund für die Änderungen in der florentinischen Produktion selbst zu suchen sei. Möglicherweise beabsichtigte Vivaldi, das Werk in Wien, dem Wirkungsort Zenos, vorzustellen und ergänzte deshalb die zusätzlichen Originalarien. Denkbar wäre allerdings auch, dass Vivaldi eine Kopie seiner ursprünglichen Arbeitspartitur anfertigen ließ, obwohl für die Aufführung in Florenz noch Anpassungen und Kürzungen vorgenommen worden waren. Diese Änderungen gingen möglicherweise auf Wünsche der Ausführenden zurück. Strohm zufolge war die florentinische Aufführungsfassung demnach im Wesentlichen eine „konventionelle ‚Modernisierung’“ („conventional ‚modernisation‘“).:469ff
Eine Wiederentdeckung gab es erst am 20. Mai 2006 durch den Dirigenten und Musikwissenschaftler Federico Maria Sardelli, der das Werk am Ort der Uraufführung, dem Teatro della Pergola, mit dem Orchestra Barocca Modo Antiquo in einer Inszenierung von Massimo Gasparon wieder der Öffentlichkeit vorstellte. Die Ausführenden wurden anhand ihres Stimmprofils so ausgewählt, dass sie den ursprünglichen Sängern möglichst nahe kamen. Es sangen Julija Samsonova (Teodosio), Paola Leggeri (Atenaide), Romina Tomasoni (Pulcheria), Anna Tabella (Varane), Anicio Zorzi Giustiniani (Leontino), Sara Allegretta (Marziano) und Raffaele D’Ascanio (Probo). Auch in der Interpretation der Partitur orientierte sich Sardelli nach eigener Aussage genauestens an den Anweisungen Vivaldis. Anstelle der nicht erhaltenen Sinfonia wurde Vivaldis RV 131 gespielt, deren ursprünglicher Kontext nicht bekannt ist. Im April 2007 spielte Sardelli das Werk am selben Ort mit anderen Sängern auf CD ein.
Am 12. Juli 2006 führte der Dirigent Andrea Marcon Vivaldis Atenaide konzertant im Rahmen der 63. Musikwoche Siena auf. Sie wurde live im RAI Radio 3 übertragen.

## Aufnahmen
- 12. Juli 2006 – Andrea Marcon (Dirigent), Venice Baroque Orchestra.
 Cristina Baggio (Teodosio), Ruth Rosique Lopez (Atenaide), Laura Rizzetto (Pulcheria), Romina Basso (Varane), Mark Tucker (Leontino), Franziska Gottwald (Marziano), Bartolo Musil (Probo).
 Live, konzertant aus der Chiesa di Sant’Agostino in Siena.
 Live-Übertragung auf RAI Radio 3.[16][15]
- April 2007 – Federico Maria Sardelli (Dirigent), Modo Antiquo.
 Vivica Genaux (Teodosio), Sandrine Piau (Atenaide), Guillemette Laurens (Pulcheria), Romina Basso (Varane), Paul Agnew (Leontino), Nathalie Stutzmann (Marziano), Stefano Ferrari (Probo).
 Aufnahme im Teatro della Pergola, Florenz, Koproduktion mit dem Westdeutschen Rundfunk Köln.
 Naïve 30438 (3 CDs).[17][18]